# Roger Eno
Roger Eno (Woodbridge (Suffolk) 1959) is een Brits pianist. Hij is gespecialiseerd in ambient-muziek met uitstapjes naar klassieke muziek voor piano solo. Hij is de broer van de veel bekendere Brian Eno.
Eno begon zijn muziekopleiding toen hij twaalf was (Eufonium) en ging naar de Universiteit van Colchester (Essex) toen hij zestien was. Hij verhuisde naar Londen, werd voor acht maanden straatmuzikant en werd bij terugkomst in Colchester muziektherapeut (2,5 jaar) in een ziekenhuis voor geestelijk minder validen. In die tijd begon hij meer en meer te componeren.
In 1983 begon zijn muzikale carrière vorm te krijgen toen hij met zijn broer Brian en Daniel Lanois het muziekalbum Apollo schreef en opnam, een soort soundtrack bij een film over het Amerikaanse Apolloprogramma. Brian was toen al beland in zijn periode van ambient, zijn broer volgde hem daarin. Tussendoor verbleef Roger nog een aantal maanden in de Verenigde Staten en Canada. In 1984 volgt dan zijn eerste eigen album Voices; waarbij zijn muziek melodieus is en wat weg heeft van de impressionisten zoals Claude Debussy en Erik Satie. Daarna speelt Roger ook op diverse podia. In de loop der tijden komen er albums van Roger uit, waarop hij dan weer solo speelt, dan weer anderen vraagt om mee te spelen, dan weer een ondergeschikte rol speelt als begeleider. Hij componeert inmiddels ook voor film (The Jacket), reclame (Guinness) en televisie; hij ontving een BAFTA Award voor zijn muziek bij Mr. Wroe's Virgins.
Het album The Music of Neglected English Composers heeft een aantal mensen op het verkeerde been gezet; zij waren in de veronderstelling dat het inderdaad composities van onbekende componisten waren; de stukjes zijn echter van Roger zelf. Het album is waarschijnlijk zo uitgegeven, omdat er rond die tijd een opleving was van "vergeten" Engelse muziek; opnamen van die muziek was nodig om de noodlijdende muziekindustrie weer een impuls te geven; er moest gezocht worden naar nieuw of afwijkend repertoire.

## Discografie

### Eigen albums
- (1985): Voices
- (1992): Between tides
- (1993): In a room
- (1994): Lost in translation
- (1994): The night garden
- (1995): Classical music for those with no memory
- (1996): Swimming
- (1997): Music of neglected English composers
- (1998): The Flatlands
- (2000): The long walk
- (2001): Getting warmer
- 18 Keyboard Studies by Hans Friedrich Micheelsen
- (2001): Roger Eno at Lincoln Cathedral
- (2005): Fragile (Music)
- (2008): Flood
- (2008): Anatomy
- (2013): Ted Sheldrake
- (2013): Endless city/Concrete garden
- (2018): This floating World
- (2018): Dust of stars
- (2020): Mixing colours

### Samenwerking met
- (1983):Apollo: Atmospheres and Soundtracks (met Brian Eno en Daniel Lanois)
- (1992):The Familiar (met Kate St John)
- Automatic (met Channel Light Vessel)
- Excellent Spirits (met Channel Light Vessel)
- (1999):Damage (met Lol Hammond)
- (1999):The Appointed Hour (met Peter Hammill)
- (1999):Islands (met Laraaji)
- Nobody Knows How And Why (met Keen-O)
- Opening Doors (met Remote)
- (2006):Transparencies (met Plumbline)

### Begeleiding
- Acadie – Daniel Lanois
- Nervenet – Brian Eno
- Swell – Jon Goddard
- The Wolf & The Moon – Drop Six
- Pearl & Umbra – Russell Mills
- Second Sight – Kate St John
- Flow Goes The Universe – Laraaji
- Thursday Afternoon – Brian Eno
- Wrong Way Up – Brian Eno and John Cale
- Marco Polo - Nicola Alesini
- Marco Polo Vol 2 - Nicola Alesini
- The Way Out Is the Way In – Audio Active
- Indescribable Night – Kate St John
- Cobalt Blue – Michael Brook
- Surprise – Syd Straw
- Together We’re Stranger – No-Man
- My Hotel Year – Tim Bowness
- Rattle That Lock – David Gilmour
- Luck and Strange – David Gilmour

### Soundtracks
- The Khumba Mela (same as it ever was)
- London to Brighton
- The Jacket